# Die Spieler (Schostakowitsch)
Die Spieler (Игроки, Igroki) op. 63, ist eine unvollendete Oper von Dmitri Schostakowitsch. Der Komponist schrieb sie 1941/42. Er benutzte als Textvorlage Nikolai Gogols Komödie Die Spieler (1842). Der erhaltene erste Akt dauert etwa 47 Minuten. Krzysztof Meyer vervollständigte die Oper mit deutschem Text 1981. Beide Versionen wurden aufgeführt und eingespielt.

## Geschichte
Schostakowitsch benutzte Gogols satirische Kurzgeschichte Die Nase als Vorlage für seine gleichnamige erste Oper. Für Die Spieler wandte er sich 1941 dem gleichen Autor zu, diesmal einer Komödie, Die Spieler. Schostakowitsch beabsichtigte, das Stück Wort für Wort zu vertonen. Als er den ersten Akt fast beendet hatte, erkannte er, dass die Oper nach dieser Methode zu lang und umständlich würde. Auch sah er voraus, dass der karikierende Text und die bittere Ironie der Musik unter dem repressiven Regime der Zeit nicht willkommen sein würden. Er brach das Projekt ab. Schostakowitsch benutzte Material aus dem Operntorso für den zweiten Satz seiner letzten Komposition, einer Bratschensonate.
Die Musik wurde am 18. September 1978 im Saal des Leningrader Konservatoriums konzertant aufgeführt, gesungen von Mitgliedern des Moskauer Kammertheaters, mit den Leningrader Philharmonikern geleitet von Gennadi Roschdestwenski. 2016 wurde eine neue szenische Aufführung von der Neuen Oper Moskau herausgebracht, geleitet von Andrej Lebedew.

## Vervollständigung durch Meyer
Der polnische Komponist Krzysztof Meyer vervollständigte die Oper auf einen deutschen Text, der die beiden fehlenden Akte gegenüber der Komödie kürzte und eine Länge von ungefähr zwei Stunden erreichte. Diese Version wurde im Opernhaus Wuppertal am 12. Juni 1983 aufgeführt, geleitet von Tristan Schick. Eine Aufnahme wurde 1995 von der Nordwestdeutschen Philharmonie eingespielt, geleitet von Michail Jurowski, russisch gesungen von Sängern des Bolschoi-Theaters, darunter Wladimir Bogatschow in der Hauptrolle.

## Handlung
Die Oper spielt in einem Gasthaus in der russischen Provinz. Icharjew, ein Falschspieler, kommt an und erkundigt sich nach den anderen Gästen. Er erfährt von einem Kellner, dass drei Gäste spielen, Uteschitelny, Schwochnjew und Krugel, ein deutschstämmiger Oberst. Einige Wochen zuvor hatte Icharjew durch Falschspiel einem Offizier 80.000 Rubel abgenommen.
Icharjew freundet sich mit den anderen Spielern an und beeindruckt sie mit seinem Spiel „Adelaida Iwanowna“. Sie beschließen, gemeinsam einen anderen zu betrügen, und finden ein Opfer in Michail Glow, einem älteren Gutsbesitzer. Dieser hat sein Gut für 200.000 Rubel verpfändet, wartet jedoch auf das Geld. Er selbst spielt nicht, aber beauftragt seinen Sohn Alexander, Geschäfte für ihn zu übernehmen.
Die vier Spieler gewinnen 200.000 Rubel von Alexander, doch weil er kein Bargeld hat, schreibt er einen Wechsel aus. Uteschitelny besticht einen Beamten. Unter dem Vorwand wichtiger Geschäfte reist er mit den beiden anderen Spielern ab, nachdem er Icharjew den Wechsel im Austausch gegen 80.000 Rubel in bar weitergegeben hat. Alexander Glow klärt Icharjew auf, dass sie alle Mitglieder einer Bande sind, die ihn hereingelegt haben.

## Einspielungen
- Schostakowitsch: Die Spieler, Orchester des Bolschoi-Theaters, Andrei Chistyakow (1995)[2] OCLC 46339426
- Schostakowitsch: Die Spieler, mit Die Nase, Gennadi Roschdestwenski OCLC 182779514
- Schostakowitsch: Die Spieler; mit Veniamin Fleishmans Rothschilds Geige. Royal Liverpool Philharmonic Orchestra, Vasily Petrenko 2008 OCLC 705325347
- Schostakowitsch/Meyer: Die Spieler (vervollständigt) Nordwestdeutsche Philharmonie, Michail Jurowski, Capriccio Records (1995)[7] OCLC 695892714